# 宁夏回族自治区总工会
宁夏回族自治区总工会是宁夏回族自治区地方工会和产业工会的领导机关，受中国共产党宁夏回族自治区委员会和中华全国总工会领导。

## 历史沿革
1949年11月，宁夏省工会筹备委员会成立，1950年6月，宁夏省总工会成立。1953年10月，改为宁夏省工会联合会。1954年8月，宁、甘两省合并，设立银川专区工会办事处。1958年4月，宁夏回族自治区工会筹备委员会成立。1960年3月，正式成立宁夏回族自治区总工会。